# Maliattha fuscimima
Maliattha fuscimima är en fjärilsart som beskrevs av W. Warren 1913. Maliattha fuscimima ingår i släktet Maliattha och familjen nattflyn. Inga underarter finns listade i Catalogue of Life.